# Джабурян, Мигран
Мигра́н Джабуря́н (род. 16 ноября 1984, Ереван) — армянский борец вольного стиля выступающий в весовой категории до 55 кг. Многократный чемпион Армении. Участник летних Олимпийский игр 2012 года. Мастер спорта международного класса.

## Биография
Родился Мигран Джабурян 6 ноября 1984 года в Армении. Борьбой начал заниматься с раннего детства. Многократно, в своей весовой категории? становился чемпионом Армении. Принимал участие в чемпионатах Европы, где с 2009 по 2012 год регулярно занимал 5-е место. В 2011 году, на чемпионате мира в Стамбуле, вновь заняв 5-е место, Мигран Джабурян заработал путевку на Олимпийские игры 2012 года в Лондоне.

## Достижения
- 2010 — Победитель чемпионата Армении[3]
- 2011 — Победитель чемпионата Армении[4]

## Основные соревнования и занятые места
| Дата | Турнир               | Место проведения | Занятое место |
| ---- | -------------------- | ---------------- | ------------- |
| 2009 | Чемпионат Европы     | Вильнюс          | 5             |
| 2010 | Чемпионат Армении    | Ереван           | 1             |
| 2011 | Чемпионат Европы     | Дортмунд         | 5             |
| 2011 | Чемпионат Армении    | Ереван           | 1             |
| 2011 | Чемпионат Мира       | Стамбул          | 5             |
| 2012 | Чемпионат Европы     | Белград          | 5             |
| 2012 | Олимпийские игры     | Лондон           | 7             |
| 2013 | Международный турнир | Киев             | 2             |
| 2013 | Чемпионат Европы     | Тбилиси          | 7             |